# Felipe Roxas
Felipe Roxas (Manilla, 1840 – Parijs, 13 april 1899) was een Filipijns kunstschilder.

## Biografie
Felipe Roxas werd geboren in 1840 in Paco in de Filipijnse hoofdstad Manilla. Hij was een van de twaalf kinderen van Antonio Roxas en Lucina Arroyo. Roxas studeerde aan de Academia de Dibujo y Pintura. Nadien doceerde hij tekenen, ontwerpen en schetsen aan het Colegio de San Juan de Letran. Vanaf 1884 tot 1889 doceerde Roxas aan de University of Santo Tomas. van de schilderijen die hij produceerde zijn er slechts enkele bewaard gebleven, namelijk Casa indigena en Baliuag, Puente de Paete, Iglesia de Antipolo en Despues de la merca. In 1889 emigreerde Roxas met zijn vrouw en kinderen naar Parijs, waar hij in 1899 overleed.
Felix Roxas was getrouwd met Raymunda Chuidian. Een van de broers van Felipe was kunstschilder Felix Roxas y Arroyo.

## Bron
- Zoilo M. Galang, Encyclopedia of the Philippines, 3 ed. Vol IV., E. Floro, Manilla (1950)

- Biblioteca Nacional de España: XX1685970
- International Standard Name Identifier: 0000 0003 9192 8797
- Nederlandse Thesaurus van Auteursnamen: 284826871
- Virtual International Authority File: 285890630
- WorldCat: E39PBJgmQ8HXwxF76cbtWpWbh3